# Ель-Віскаїно (біосферний заповідник)
Біосферний резерв Ель-Віскаїно — природоохоронна територія в мексиканському штаті Баха-Каліфорнія-Сюр на півострові Каліфорнія між Тихим океаном та Каліфорнійською затокою, включаючи узбережжя обох. Резерв має площу 25 467 км² і є найбільшим та найрізноманітнішим біосферним заповідником Латинської Америки. Середні денні температури становлять від 18º до 22 ºC, нічні значно нижче. Кількість опадів невелика, менш ніж 80 мм на рік, інколи трапляються роки загалом без дощів, а інколи випадають значні зливи. Річки району зазвичай не досягають океану. Постійні вітри привели до утворення численних дюн. Найбільші висоти резерву розташовані на сході, досягаючи 1600 м над рівнем моря, тут температури нижчі, а вершини інколи вкриваються снігом узимку. Вулкан Асуфре зберігає активність та є джерелом геотермальної енергії. Також до парку входять 16 островів та острівців, найбільші з них Навідад, Асунсьйон та Сан-Роке. В заповіднику є багато китів, які охороняються законом їх вбивати на даний момент заборонено.